# Carlos Vela
Carlos Vela (Cancún, Quintana Roo, 1. ožujka 1989.) bivši je meksički nogometaš i reprezentativac. Prvenstveno je igrao na poziciji lijevog krila, a sposoban je adekvatno odigrati i na poziciji napadača, povremeno i kao desno krilo. 

## Karijera
Nakon impresivnih predstava na U-17 Svjetskom prvenstvu 2005. mnogi europski klubovi bili su zainteresirani za njegove usluge, međutim odlučio se za Arsenal. U studenom 2005. potpisao je ugovor na 5 godina, a njegovom bivšem klubu isplaćeno je 2,5 milijuna funti.
No, zbog problema oko dobivanja radne dozvole, u veljači 2006. otišao je na posudbu u Celtu iz Viga. Sljedeću sezonu bio je na posudbi u Salamanci, gdje je impresionirao mnoge. Klubovi iz prve lige poput Levantea, Osasune i Almerie bili su zainteresirani za njegov dolazak na posudbu, pa je na kraju završio u Osasuni potpisavši ugovor na jednogodišnju posudbu s mogućnošću produljenja posudbe na još jednu godinu.
Tijekom ljeta 2008. konačno je dobio radnu dozvolu kako bi mogao zaigrati u dresu Arsenala. Odmah po dolasku uvršten je u prvu momčad, te je dobio broj 12.
Engleski tabloid The Sun uvrstio ga je među 20 mladih igrača koje vrijedi pratiti u 2008.

### Reprezentativna karijera
Za Meksiko je debitirao u rujnu 2007. u prijateljskoj utakmici protiv Brazila. 18. listopada iste godine zabio je svoj prvi gol za A selekciju u prijateljskoj utakmici protiv Gvatemale.
7. veljače 2008. započeo je utakmicu protiv SAD-a (2:2) u kojoj je zamijenjen Giovanijem Dos Santosom. 8. lipnja iste godine postigao je svoj drugi reprezentativni pogodak u prijateljskoj utakmici protiv Perua u 20. minuti susreta, pomogavši tako Meksiku da dođe do 4:0 pobjede.
Strijelac je bio i u sljedećoj utakmici, na početku kvalifikacija protiv Belizea kada je zabio za 1:0. U uzvratnoj utakmici protiv Belizea opet je bio strijelac prvog gola u 7:0 pobjedi svoje reprezentacije.

## Vanjske poveznice
- Carlos Vela na službenoj stranici Arsenala  Arhivirana inačica izvorne stranice od 26. lipnja 2008. (Wayback Machine)
- Carlos Vela na stranicama Kluba navijača Arsenala "Arsenal Hrvatska"[neaktivna poveznica]